# حجم (مالی)
در بازار سرمایه، حجم یا حجم معاملات، مقدار (تعداد کل) یک اوراق بهادار (یا مجموعه ای از اوراق بهادار یا سهم بازار) است که در طی یک دوره معین معامله می‌شود. در زمینه معاملهٔ یک سهم واحد در بورس اوراق بهادار، حجم معمولاً به عنوان تعداد سهام گزارش شده‌ای است که در یک روز معین تغییر کرده‌است. معاملات در سهام، اوراق قرضه، قرارداد اختیار معامله، قراردادهای آتی و کالا اندازه‌گیری می‌شوند.
متوسط حجم یک سهم در طول دوره زمانی طولانی، عبارتند از کل مبلغ معامله شده دوره تقسیم بر طول دوره می‌باشد؛ بنابراین، واحد اندازه‌گیری حجم متوسط، سهام بر واحد زمان یا به‌طور معمول در هر روز معاملاتی است. ظرفیت های یک واحد به خصوص واحد ارز را حجم معین و مشخص می کند.

## اهمیت
حجم معاملات معمولاً هنگامی افزایش می‌یابد که قیمت یک سهم در حال تغییر (افزایش یا کاهش) است. اخبار مربوط به وضعیت مالی شرکت، محصولات یا برنامه‌های شرکت، مثبت یا منفی، معمولاً به افزایش موقت در حجم معاملات سهام آن شرکت منجر می‌شود.
جابجایی در حجم معاملات می‌تواند در حرکت  قیمتی عمده مشاهده شود.حجم بالاتر برای یک سهام نشان دهنده نقدینگی بالاتری در بازار است. برای سرمایه گذاران سازمانی که مایل به فروش تعداد زیادی سهام یک سهم خاصی هستند، نقدینگی پایین آنها را مجبور می‌کند سهام را به آرامی طی مدت زمان طولانی به فروش برسانند تا از خسارات ناشی از افت قیمت جلوگیری کنند.

## اندیکاتور حجم معاملات در تحلیل تکنیکال
ساده‌ترین، معروف‌ترین و یکی از پرکاربردترین اندیکاتورهای حجم مورد استفاده برای معامله گران تکنیکال، اندیکاتور حجم معاملات (volume) است که در نمودارها به صورت میله‌های سبز و قرمز یا مشکی و سفید نشان داده می‌شود. میله‌های سبز یا سفید نشان دهنده افزایش حجم در بازه زمانی مورد نظر و میله‌های قرمز یا مشکی نشان دهنده کاهش حجم در آن بازه زمانی نسبت به قبل است.

## اثرات قانونی
در ایالات متحده، ماده ۱۴۴ قانون اوراق بهادار ۱۹۳۳، خرید یا فروش یک مقدار از سهم را که بیش از بخش کوچکی از متوسط حجم معامله آن سهم است، محدود می‌کند؛ بنابراین، محاسبه حجم معاملات توسط SEC تنظیم می‌شود.